# Намхэ
Намхэ́ (кор. 남해군?, 南海郡?, Namhae-gun) — уезд в провинции Кёнсан-Намдо, Южная Корея.

## История
Нет точных и достоверных сведений о том когда люди заселили остров Намхэ. Однако известно, что в эпоху Самхан здесь уже были человеческие поселения. В эпоху Самхан Намхэ входил в состав племенного союза Пёнхан. Затем острова перешли под контроль Корён Кая. Первое упоминание о Намхэ относится к эпохе государства Силла (690 год). В то время на острове Намхэ был уезд Чонясан (Чонясангун). Позже Намхэ получил современное название. В эпоху династии Корё Намхэ изменил свой административный статус с гуна на хён (1018 год). В эпоху династии Чосон Намхэ вошёл в состав Ханама. В конце XIV века из-за постоянных набегов японских пиратов Намхэ стал необитаемым. Люди очень долго заселяли это место в течение нескольких последующих веков. В 1906 году Намхэ опять получил статус уезда (гун).

## География
Намхэ расположен на нескольких островах к югу от Корейского полуострова в Корейском проливе. Два крупнейших острова уезда — Намхэдо (четвёртый по величине остров в Южной Корее) и Чхансондо. С севера Намхэ граничит с Сачхоном и Хадоном. Высшая точка — гора Мангунсан (786 метров). Длина береговой линии — 302 км. Из остальных островов, входящих в территорию уезда, три острова — Чодо, Ходо и Нодо — обитаемы, ещё 65 более мелких остров необитаемы.

## Административное деление
Намхэ административно делится на 1 ып и 9 мёнов:

| Название    | Хангыль | Площадь, км² | Население, чел | Внутреннее деление |
| ----------- | ------- | ------------ | -------------- | ------------------ |
| Намхэып     | 남해읍  | 27,16        | 14 474         | 10 ри              |
| Идонмён     | 이동면  | 47           | 4 859          | 8 ри               |
| Кохёнмён    | 고현면  | 29           | 4 844          | 9 ри               |
| Миджомён    | 미조면  | 15,7         | 3 124          | 2 ри               |
| Наммён      | 남면    | 43,5         | 4 469          | 9 ри               |
| Самдонмён   | 삼동면  | 51,2         | 4 596          | 6 ри               |
| Санджумён   | 상주면  | 23,8         | 2 007          | 2 ри               |
| Сольчхонмён | 설천면  | 24,9         | 3 569          | 8 ри               |
| Сомён       | 서면    | 41           | 3 480          | 9 ри               |
| Чхансонмён  | 창선면  | 54,4         | 6 464          | 16 ри              |

## Экономика
Экономика Намхэ завязана на море. Главная отрасль — рыболовство. Также развито сельское хозяйство и добыча каменного угля и серебра. Промышленность Намхэ — это прежде всего производство кухонной утвари, большая часть этого производства идёт на экспорт. В начале XXI века бурно развивается туризм, чему способствует прибрежное расположение уезда. Ежегодно уезд посещает более чем 350 млн туристов.

## Туризм и достопримечательности
- Большой намхэский мост — подвесной мост длиной 660 метров, соединяющий Намхэ с материком.[4]
- Буддийские храмы Хвабанса и Йонмунса эпохи династии Чосон (XVII век).[5]
- Пляжи Намхэ — излюбленное место отдыха жителей соседних провинций. Самые известные пляжи — Санджу, Сонджо и Вольпхо.[6]

## Города-побратимы
Намхэ имеет ряд городов-побратимов как внутри страны, так и за рубежом:
Внутри страны
- уезд Канхван (город Инчхон).
- район Кымчхон (город Сеул).
- район Тондэмун (город Сеул)
- район Пусанджин (город Пусан)
- уезд Хампхён (провинция Чолла-Намдо)

За рубежом
- город Дуньхуан (провинция Ганьсу), Китай
- город Иян (провинция Хунань), Китай
- город Цзинганшань (провинция Цзянси), Китай
- район Северная Фризия (федеральная земля Шлезвиг-Гольштейн), Германия
- город Иса (префектура Кагосима), Япония

## Символы
Как и остальные города и уезды Южной Кореи, Намхэ имеет ряд символов:
- Дерево: торрейя — символизирует здоровье.
- Птица: цапля — символизирует прилежание и трудолюбие.
- Цветок: гардения — символизирует патриотизм жителей города.
- Маскот: Хэранги, весёлая капля воды, олицетворяющая чистоту и девственную природу Намхэ.